# Вільгельм Бушульте
Ві́льгельм Бушу́льте (нім. Wilhelm Buschulte; 1 листопада 1923, Унна — 28 березня 2013) — німецький художник-вітражист, графік, живописець.
Народився в 1923 р. у місті Унна (Вестфалія).
З 1943 по 1950 роки (з перервами, викликаними війною) навчався в Академії Мистецтва у Мюнхені, у майстерні Ганса Ґьотта (Hans Gött). З 1953 р. живе в Унні. Вільний художник.
Вже у 1951 році Вільгельм Бушульте зверувся до мистецтва вітражу.
Вітраж є основним жанром його творчості, і його праці у цьому жанрі набагато відоміші вже саме через їх доступність для ширшого кола глядачів. Не прив'язуючись до певної художньої техніки, Бушульте прагне до гармонічної єдності внутрішнього простору приміщення (найчастіше церковного) і вітражу, що найвиразніше видно на прикладі Павлівської церкви (Pauluskirche) у Франкфурті-на-Майні, в її «ясній простоті» («lichte Einfachheit», за словами самого майстра).
Найчастіше Вільгельм Бушульте звертається до біблійних тем, тем з житія святих римсько-католицької церкви та абстрактних рішень з особливо помітною у 90-х роках тенденцією до найпростіших геометричних форм. У всіх його ескізах видиме намагання художника, за відмови від усілякої поверхової ілюстративності, служити провісницькому завданню церковної будівлі.

## Основні твори
- Вормс, Троїцька церква — Worms, Ev. Dreifaltigkeitskirche (1957—1960)
- Аахен, церква св. Фойфна — Aachen, St. Foillan (1958—1968)
- Саарбрюкен, церква св. Марії-цариці — Saarbrücken, St. Maria-Königin (1963.1974)
- Ессен, монастир — Essener Münster|Essen, Hohe Domkirche (1965) (Langhaus)
- Рацебург, собор — Ratzeburg, Dom (1969)
- Мьонхенґладбах, монастир св. Вітуса — Mönchengladbach, Münster St. Vitus (1975.1980)
- Кельн, церква св. Ґереона — Köln, St. Gereon (разом з Ґеоргом Майстерманном (Georg Meistermann)
- Зоост, собор св. Патрокла — Soest,Dom St. Patrokli (1975—1981)
- Гільденсгайм, собор (капела св. Анни) — Hildesheim, Dom (Annenkapelle 1977)
- Аахен, собор — Aachen, (Kaiser-) Dom (доповнення до старих вітражів, 1979)
- Кельн, церква св. Марії в Капітолі — Köln, St. Maria im Capitol (1979.1990)
- Мюнстер, собор св. Павла — Münster, Dom St. Paulus (1983)
- Франкфурт, Павлівська церква — Frankfurt, Paulskirche (1986—1988)
- Дортмунд, Стара Церква Веллінґгофен — Dortmund, Alte Kirche Wellinghofen (геометричне розв'язання, 1993-94)
- Дортмунд, церква св. Клари — Dortmund, Stiftskirche St. Clara (Stadtteil Hörde)
- Вестервальд, абатська церква Марієнстатт — Abteikirche Abtei Marienstatt| Marienstatt (Westerwald), вікно на хорах (2005)